# Pałac Kospothów we Wrocławiu
Pałac Kospothów – dawny barokowy pałac miejski znajdujący się przy ulicy Wita Stwosza.

## Historia
Pałac Kospothów został wzniesiony około 1690 roku jako rezydencja książąt wirtembersko-oleśnickich z linii bierutowskiej i dobroszyckiej a dokładnie jako rezydencja księżnej Anny Sophii von Württemberg, która kupiła go od księcia Georga Friedricha von Arzta (1641–1691). Budynek wzniesiono w miejsce pochodzących jeszcze z XVI wieku ciasno stłoczonych kilku kamieniczek należących do hrabiny von Oppersdorf i Georga Christopha Hilschera.

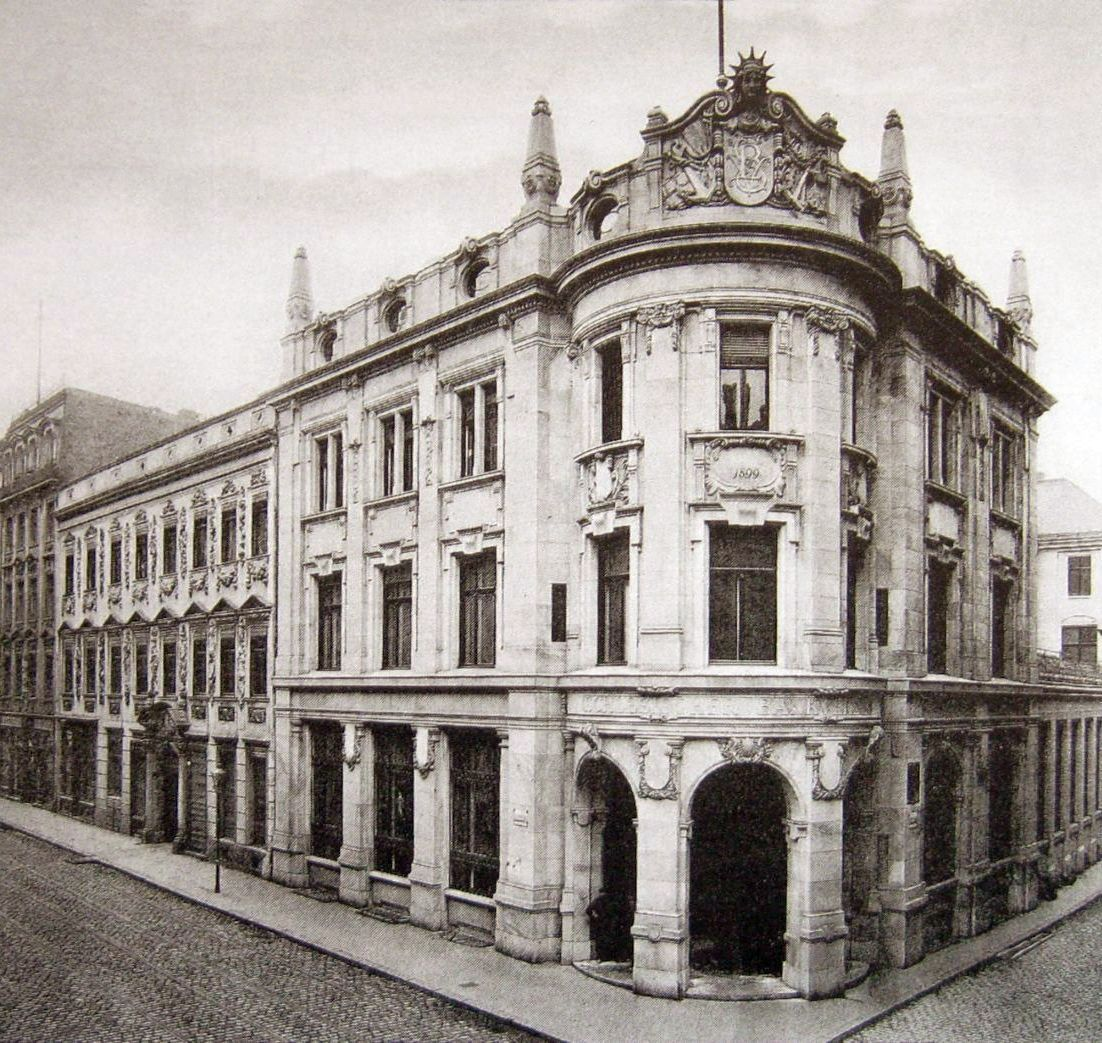
Budynek banku z ok. 1900 roku. Po lewej widoczny Pałac Kospothów

W 1706 roku pałac został zakupiony przez hrabiego Karla Christiana von Kospotha za 10000 talarów (reichstaler) i w rękach jego rodziny pozostawał do 1816 roku. W tymże roku budynek zakupił kupiec Karl Christian Hayn. W jego murach swoją siedzibę miało kilka instytucji m.in. Śląski Związek Bankowy (Schlesischer Bankverein), który w 1869 roku wykupił cały budynek wraz z sąsiednią zachodnią działką nr 36. W kolejnych latach pałac został rozbudowany w kierunku zachodnim. W 1898 roku bank wzniósł na działkach nr 33 i 34 znajdujących się przy ulicy Wita Stwosza swoją nową siedzibę Śląskiego Związku Bankowego, wyburzając również częściowo skrzydło pałacu Kospothów. W 1906 roku rozebrano pozostałą część pałacową, a w jej miejsce rozbudowano budynek bankowy. Z dawnego pałacu Kospothów pozostawiono jedynie fragmenty dekoracji fasady, wmurowane w elewacje na dziedzińcu bankowym, które według Wojciecha Brzezowskiego pochodzą z domu nr 36.

## Architektura
Pierwotny budynek pałacowy był trójskrzydłową, kalenicową budowlą wzniesiona na planie litery „C”, z tylną oficyną. Był trójkondygnacyjnym budynkiem o układzie jedno i dwutraktowym z tylną klatką schodową, z sześcioosiową elewacją frontową, od 1869 powiększoną do ośmiu osi.
W czwartej osi, licząc od strony wschodniej, umieszczony był piaskowy portal kolumnowy o koszowo zamkniętym otworze z profilowanymi węgarami i archiwoltą z kluczem. W przyłuczach portalu znajdowały się dekoracje z liści akandu. Całość zamykał bogato ozdobiony naczółek zamknięty łukiem segmentowym; wypełniała go dekoracja akandowa z dwoma tarczami herbowym w kartuszu rodu Kospothów lub książąt württemberskich. Na gzymsie portalu znajdowały się w osi kolumn wazony z pękami owoców. W 1870 roku po przebudowie kamienicy tarcze herbowe zostały zastąpione numerem posesji. Portal prowadził do sieni przejazdowej wychodzącej na podwórze, na które można było wjechać również od ulicy Krowiej. Z sieni wchodziło się na okazałą trzybiegową klatkę schodową, według Brzezowskiego prawdopodobnie była to pierwsze tego typu rozwiązanie we Wrocławiu.
W części parterowej elewacja była boniowana, a od połowy XIX wieku zniekształcona poprzez wybicie wielkich okien witrynowych i kilku wejść. Druga kondygnacja miała charakter reprezentacyjny, a okna piano nobile były otoczone kamiennymi obramieniami wspartymi na podokiennikach z dekoracją ornamentalną. Nad oknami umieszczono trójkątne naczółki i połączono je gzymsem. Pomiędzy oknami umieszczone były pasy panoplii. Okna trzeciej kondygnacji były ozdobione girlandami (pod oknami) i pękami kwiatowymi (nad nimi); pomiędzy oknami znajdowały się festony. Budynek wieńczył wydatny gzyms koronujący z attyką w formie tralkowej balustrady oraz płaskim dachem. Sztukateria zdobiąca budynek o rodowodzie włoskim była zbliżona do tej znajdującej się w pałacu książąt oleśnickich znajdującym się przy ulicy Wita Stwosza 32.
Pałac, prócz części frontowej posiadał dwa jednotraktowe skrzydła boczne oraz jednotraktowe skrzydło tylne łączące się z budynkiem przy ulicy Krowiej. Pomieszczenia na parterze były przeznaczone głównie dla służby i izby czeladniczej. W tej części znajdowała się główna kuchnia oraz przylegające do niej pomieszczenia gospodarcze, min. spiżarnia i drwalnia. W skrzydle wschodnim znajdowała się mniejsza kuchnia dla służby; w skrzydle północnym prócz stajni znajdowały się pomieszczenia służbowe, pralnia i ustępy. Na obu wyższych kondygnacjach znajdowały się pomieszczenia mieszkalne. Na pierwszym piętrze znajdował się apartament złożony z alkowy, gabinetu i dwóch większych sal ozdobionych bogata dekoracją sztukaterską. Nad kuchnią znajdowała się jadalnia, a za nią kolejne dwie sale. Komunikacja pomiędzy kondygnacjami odbywała się za pomocą drewnianych galerii. Na tyłach budynku znajdowały się długie i rozbudowane oficyny gospodarcze oraz stajnie mogące pomieścić czternaście koni.